# Timish.2132
Timish.2132 je računalni virus otkriven 15. listopada 2001. Nastanjava rezidentnu memoriju i zaražava .com i .exe datoteke. Veličina tih datoteka se poveća za 2132 bajta.